# LimeWire
LimeWire – program P2P napisany w języku Java.
Dzięki niemu można w prosty sposób wyszukiwać, pobierać i udostępniać wiele rodzajów plików milionom użytkowników sieci Gnutella.
Program obsługuje także protokół sieci BitTorrent.
Rozwijany jest na licencji open source.
LimeWire pozwala także na udostępnianie plików tylko naszym znajomym. Można w ten sposób stworzyć prywatną sieć P2P – tak zwany darknet – niedostępną dla osób z zewnątrz.